# Zouheir Laâroubi
Zouheir Laâroubi, né le 30 juillet 1984 à Rabat, est un footballeur international marocain. Il évolue au Maghreb AS depuis 2021, au poste de gardien de but.

## Palmarès

### En club
Difaâ d'El Jadida
- Coupe du Trône
  - Vainqueur en 2013

 Wydad Athletic Club
- Championnat du Maroc
  - Champion : 2017
  - Vice-champion : 2018
- Ligue des champions de la CAF
  - Vainqueur : 2017
  - Demi-finaliste : 2016
- Supercoupe de la CAF
  - Vainqueur : 2018

 RS Berkane
- Coupe de la confédération 
  - Vainqueur : 2020
- Supercoupe de la CAF
  - Finaliste : 2021

### En sélection
Maroc A'
- Championnat d'Afrique des nations (CHAN)
  - Vainqueur : 2021